# Unione Sportiva Mestrina 1949-1950
Questa voce raccoglie le informazioni riguardanti l'Unione Sportiva Mestrina nelle competizioni ufficiali della stagione 1949-1950.

## Rosa
| N. |                   | Ruolo | Calciatore         |
| -- | ----------------- | ----- | ------------------ |
|    | Italia (bandiera) | C     | Luigi Bares        |
|    | Italia (bandiera) | A     | V. Benetta         |
|    | Italia (bandiera) | D     | Elio Borsetto      |
|    | Italia (bandiera) | C     | Vito Caon          |
|    | Italia (bandiera) | D     | G. Chiozza         |
|    | Italia (bandiera) | C     | A. Del Maschio     |
|    | Italia (bandiera) | A     | R. Lombardi        |
|    | Italia (bandiera) | A     | Giuseppe Matassoni |

| N. |                   | Ruolo | Calciatore     |
| -- | ----------------- | ----- | -------------- |
|    | Italia (bandiera) | C     | Arturo Morelli |
|    | Italia (bandiera) | D     | I. Niero       |
|    | Italia (bandiera) | A     | I. Novello     |
|    | Italia (bandiera) | P     | Antonio Pin    |
|    | Italia (bandiera) | A     | M. Sambo       |
|    | Italia (bandiera) | C     | M. Schiavon    |
|    | Italia (bandiera) | A     | O. Tommasi     |